# Jackson Woods
Jackson Woods (* 1. Februar 1993 in Latrobe (Tasmanien)) ist ein australischer Boxer im Fliegengewicht und Teilnehmer der Olympischen Spiele 2012 in London.
Woods begann mit dem Boxen im Jahr 2006, in welchem er den tasmanischen Jugendtitel gewann. Ab diesem Jahr nahm er jährlich an den Australischen Jugend- oder Juniorenmeisterschaften teil, die er 2010 erstmals gewinnen konnte. Im selben Jahr wurde er für das australische Team für die Weltmeisterschaften der Junioren in Baku nominiert, dort erreichte er das Viertelfinale. 2011 startete er bei den Youth Commonwealth Games auf der Isle of Man und erkämpfte sich die Silbermedaille. Im Folgejahr nahm er erstmals an den australischen Männermeisterschaften teil, die er auf Anhieb gewinnen konnte. Infolgedessen nahm er am ozeanischen Olympiaqualifikationsturnier teil, welches er mit einem Finalsieg gegen den Papua-Neuguineaner Kauko Raka (RSC 3) gewinnen konnte.
Zur Vorbereitung auf seine erste Olympiateilnahme nahm Woods im Mai 2012 an drei internationalen Turnieren in Osteuropa teil. In Belgrad verlor er durch Abbruch in der 3. Runde gegen Magomed Abdurakhmanov, Russland, und in Kaunas durch Punktniederlage gegen Andrew Selby, Wales (14:7). Beim Turnier in Minsk war er etwas erfolgreicher: Woods gewann nach Punkten gegen Koryun Soghomonyan, Armenien (12:8) und Dmitriy Strigelskiy, Belarus (21:16), verlor aber im Halbfinale nach Punkten gegen Nurgazy Zhusupov, Kasachstan.
Bei den Olympischen Spielen verlor er im ersten Kampf gegen Samir Brahimi aus Algerien. Bei der WM 2013 verlor er ebenfalls im ersten Kampf gegen Stefan Ivanov aus Bulgarien. Eine weitere Niederlage im ersten Kampf erlitt er 2014 bei den Commonwealth Games gegen Sean McGoldrick aus Wales.
| Personendaten    | Personendaten       |
| ---------------- | ------------------- |
| NAME             | Woods, Jackson      |
| KURZBESCHREIBUNG | australischer Boxer |
| GEBURTSDATUM     | 1. Februar 1993     |
| GEBURTSORT       | Latrobe (Tasmanien) |